# مارسای مارتین
مارسای مارتین (انگلیسی: Marsai Martin؛ زادهٔ ۱۴ اوت ۲۰۰۴) هنرپیشه، تهیه‌کننده اهل ایالات متحده آمریکا است. وی از سال ۲۰۱۴ میلادی تاکنون مشغول فعالیت بوده‌است.